# Ophiothrix quinquemaculata
Ophiothrix quinquemaculata is een slangster uit de familie Ophiotrichidae.
De wetenschappelijke naam van de soort werd in 1828 gepubliceerd door Stefano Delle Chiaje.